# Leonowicze (rejon brzostowicki)
Leonowicze, Leoniewicze (biał. Лявонавічы; ros. Леоновичи) – wieś na Białorusi, w obwodzie grodzieńskim, w rejonie brzostowickim, w sielsowiecie Brzostowica.
W dwudziestoleciu międzywojennym miejscowość leżała w Polsce, w województwie białostockim, w powiecie wołkowyskim, w gminie Tereszki. 16 października 1933 utworzyła gromadę Leoniewicze w gminie Tereszki. Po II wojnie światowej weszła w struktury ZSRR.